# エスエーエス
株式会社エスエーエスは、静岡県牧之原市に本社を置き、静岡空港でのグランドハンドリング（カウンター業務や機体誘導など地上業務を支援）の目的で設立された企業。親会社である鈴与系列の地域航空会社、フジドリームエアラインズ（FDA）の路線拡大に伴い、松本空港、名古屋空港、神戸空港、福岡空港、熊本空港他での業務も行う。
FDA以外にも日本航空（JAL）、全日本空輸（ANA）などの地上業務も受託する。

## 概要
- 本社[1]
静岡県牧之原市坂口3520-11 富士山静岡空港旅客ターミナル別棟
- 事業所[1]
新千歳空港、青森空港、花巻空港、仙台空港、松本空港、静岡空港、名古屋空港、神戸空港、出雲空港、高知空港、福岡空港、熊本空港
- 出張所[1]
丘珠空港

## 沿革
- 2008年3月6日 - 静岡エアポートサービス株式会社（Shizuoka Airport Services Co.,Ltd.）として設立。
- 2009年5月 - 本社を富士山静岡空港旅客ターミナル別棟に移転。
- 2010年10月1日 - 商号を株式会社エスエーエス（SAS Co., Ltd.）に変更。
- 2011年9月1日 - 福岡空港事業所設立